# Mario Boella
Mario Boella (Genova, 31 gennaio 1905 – Loranzè, 16 febbraio 1989) è stato un ingegnere, docente e militare italiano, noto per aver scoperto l'effetto Boella.

## Biografia
Si laureò in ingegneria industriale (sezione elettrotecnica), al Politecnico di Torino con una tesi sulla sincronizzazione di generatori elettrici. Prestò servizio come Ufficiale delle Armi navali presso l'Istituto Elettrotecnico e delle Comunicazioni (poi Vallauri) dell'Accademia navale di Livorno alla fine degli anni 1930.
Durante la sua lunga carriera accademica fu professore e ricercatore, contribuendo allo sviluppo dell'ingegneria elettronica. In particolare, dal 1948 fu professore di comunicazioni elettriche presso il Politecnico di Torino. A lui si deve la scoperta dell'effetto che prende da lui il nome, un rumore addizionale a quello termico nei resistori a carbone. Un altro risultato a lui intitolato è un tipo di circuito elettrico di elevata stabilità.
Morì a Loranzè, nel Canavese, il 16 febbraio 1989 all'età di 84 anni.

## Opere
- Sul comportamento alle alte frequenze di alcuni tipi di resistenze elevate in uso nei radiocircuiti, Industrie Grafiche Italiane Stucchi, 1934.
- Misure del tempo di propagazione di segnali di tempo campione, con Claudio Egidi, 1955.

## Riconoscimenti
- A lui è dedicato l'Istituto superiore Mario Boella.